# Племхоз
Племхоз (рос. Племхоз) — село у Котовському районі Волгоградської області Російської Федерації.
Населення становить 229 осіб. Входить до складу муніципального утворення Коростинське сільське поселення.

## Історія
Село розташоване у межах українського історичного та культурного регіону Жовтий Клин.
Згідно із законом від 22 грудня 2004 року № 974-ОД органом місцевого самоврядування є Коростинське сільське поселення.

## Населення
| 2010 |
| ---- |
| 229  |